# スカプラリオ

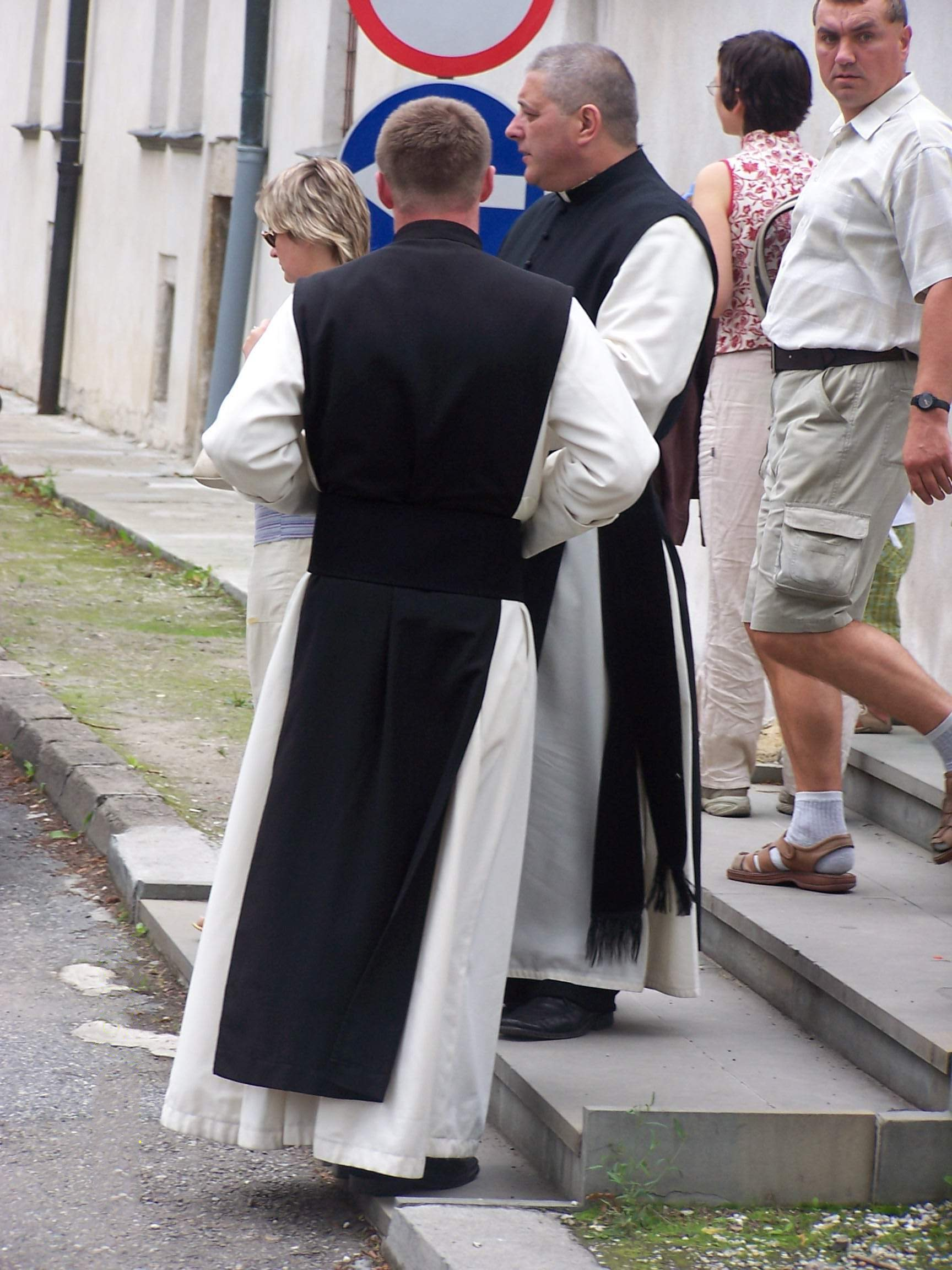
21世紀のシトー会修道士の修道服としてのスカプラリオを着用している姿

スカプラリオとはラテン語のscapulae（肩）から名づけられたキリスト者の肩からぶら下げる衣装である。スカプラリオには2種類あり、修道士や修道女が着用する修道用と、信仰者用がある。両方とも単に「スカプラリオ」と呼ばれる。
一般的な信仰のオブジェクトとして、これを身につける者にキリスト者としての人生を送る自らの約束を思い起こすのに使用される。
修道用スカプラリオは、当初、7世紀ぐらいにベネディクト会の修道者の間で着用された。それは着用する者の正面から肩にかけられ、後ろへ吊される布で、かなりの長さがあり、しばしば膝まで届く。形、色、サイズとスタイルで異なる形式もある。中世の修道士のスカプラリオは、擦り切れるまで使われるエプロンとして使われ始めた。スカプラリオは後に、修道会等の修道服として広まっていった。現在、多くのキリスト教の修道会で、修道士と修道女が着用する修道服の一部となっている。
信仰者用のスカプラリオは修道者用に比べると非常に小さな布でできている。これは、修道者用のスカプラリオが徐々に小さく変形したものである。このタイプのスカプラリオは修道会の会員ではない個人によっても着用される。英国国教会はこれらを秘跡とみなす。
信仰者用のスカプラリオは、数センチほどの二つの小さな布地の中に木板か厚紙が入っているもので通常は長方形であり、キリスト教の聖句や祈り、イメージ画的なものも付いている場合もある。その小さな長方形は2本の紐で結ばれ、片方は胸の上に置かれてもう片方は紐を肩にバンドの用にかけて背中に吊るす。
多くの場合、両方のスカプラリオもそれを身に付ける人たちは、ある約束事もすることとなる。約束事のいくつかは伝統に基づくもので、他のものは形式的に指導者の認可のもとに身につける。例えば、ローマ・カトリック教会では他のいくつかのポピュラーな信仰的オブジェクトと同様に、数世紀以上も幾人かのローマ教皇はこのスカプラリオを身につける人に特別な免償（めんしょう)を承認した。 

## 歴史

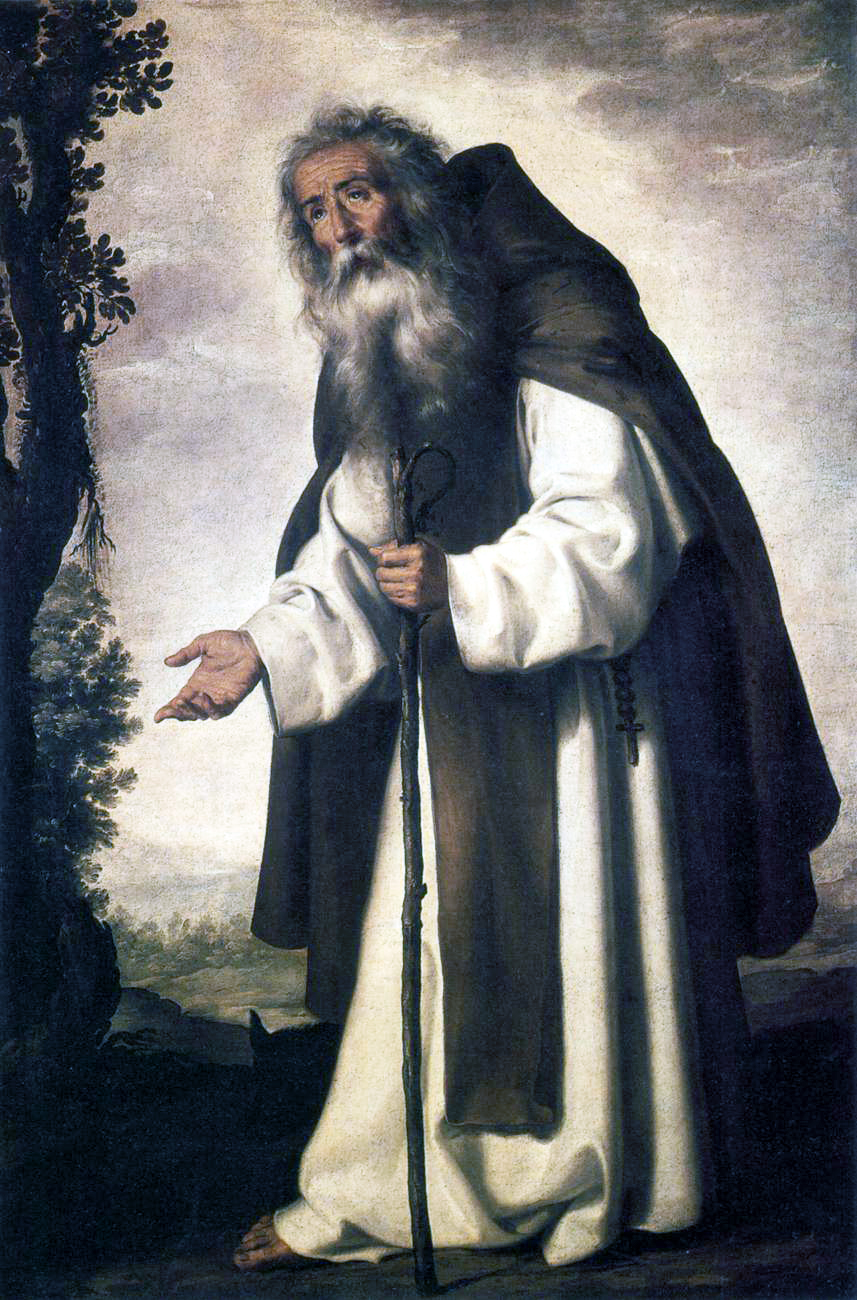
エジプトのアバ・アンソニーが修道者用のスカプラリオと外套を着用している姿

スカプラリオは、修道士たちによって使用されたエプロンの様な布から現在の形になったと考えられる。聖ベネディクト会の会則55条には7世紀にはこのスカプラリオの使用について言及がある。
キリスト教の西方教会では、修道者の修道着の主となる要素は、結局、チュニック（tunic）腰紐（シンクチャー）スカプラリオ、頭巾（フード：hood）となった。修道女の服装にはチュニックとスカプラリオと頭巾（頭のベール：head veil）となった。スカプラリオは修道士と修道女であるという事実の「象徴的なエプロン」であると言及する著者もいる。何かの肉体労働をする時、スカプラリオを保護用エプロンで覆うか、慎重にまくりあげるか、労働の邪魔にならぬように肩越しに長さを調整する傾向があった。

## スカプラリオの種類

### 修道者・修道女用スカプラリオ

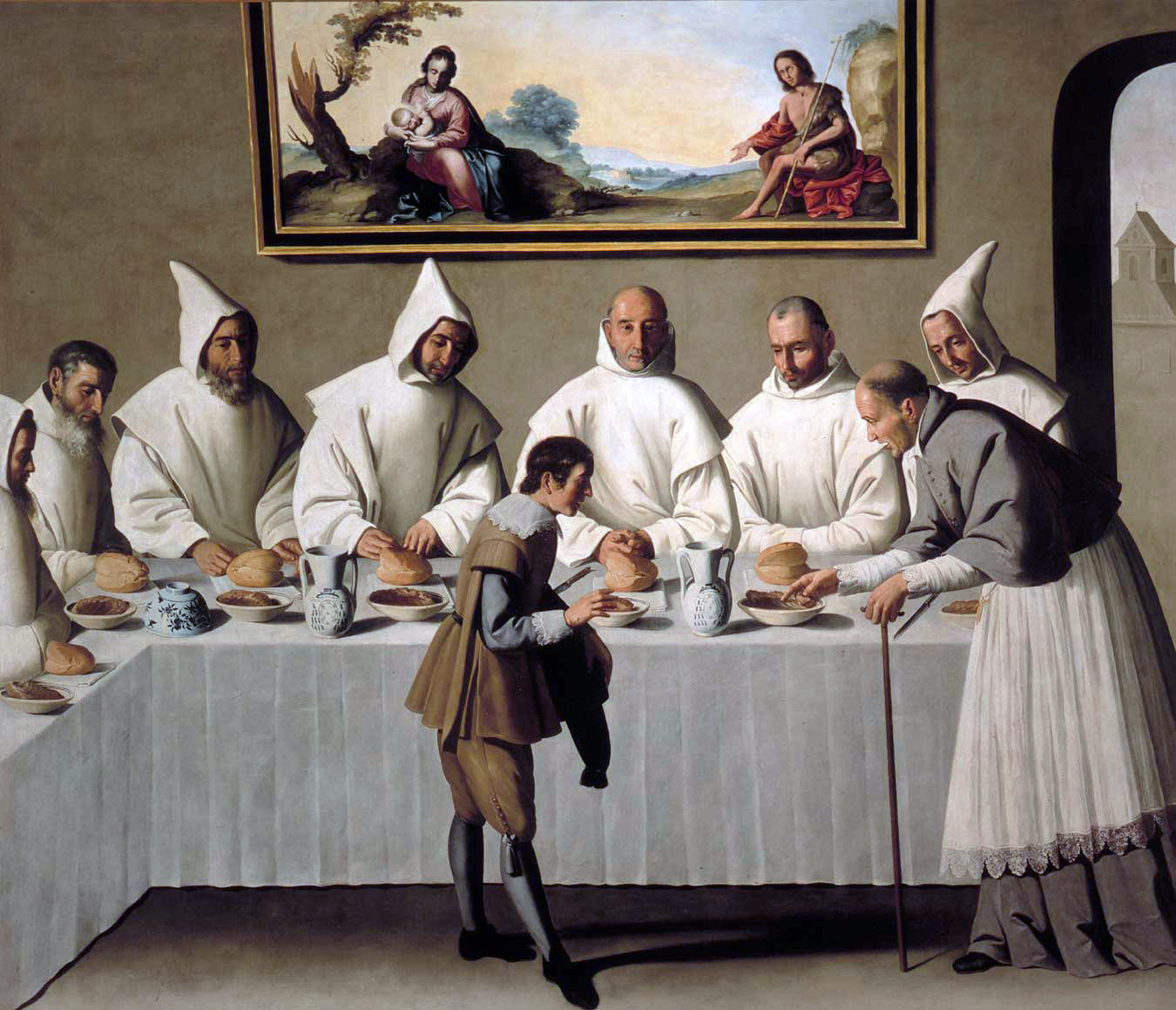
カルトジオ会の修道者はスカプラリオを白い服で覆った
by Francisco de Zurbarán, 1630-1635.

今日では、修道用スカプラリオは修道者も、修道女も、多くのキリスト教修道会における修道服の一部である。  スカプラリオは胸の幅の肩から肩までの外で着用する衣服である。それは足先の寸前まで、体の前と後ろまで垂れ下がる。しかし、両側は開かれたままである（当初は専用の紐で結んで閉じていた）。東方教会の伝統的修道者たちが使用していたアナァヴォス(anavos)に似ている様にも見えるが、それは関連がない。歴史的に、修道用スカプラリオは、時代によっては、「シールド」を意味するスコートーマ(scutum)と言われた。そしてそれを
、頭の上からかぶったので当初はそれをカバーし、保護するために別の布地が出来上がった（その後それがフードになっていった）。そのもっとも初期の時点から、修道用スカプラリオを着用する場面では、着用者は服従と「キリストとの絆」について口にしたものであった。「キリストとの絆」と言う言葉は、服従を意味し、そしてスカプラリオをはずす時は、権威に反抗し、「キリストとの絆」と離れるようなものであった。例えば、カルメル会修道会の会則では、深刻な過ちをした場合、スカプラリオを身につけてベッドに入るべきだと、1281年に定めた。そして、1369年の会則では、スカプラリオを付けずにミサを捧げるカルメル会修道士は自動的に破門されることも含まれている。

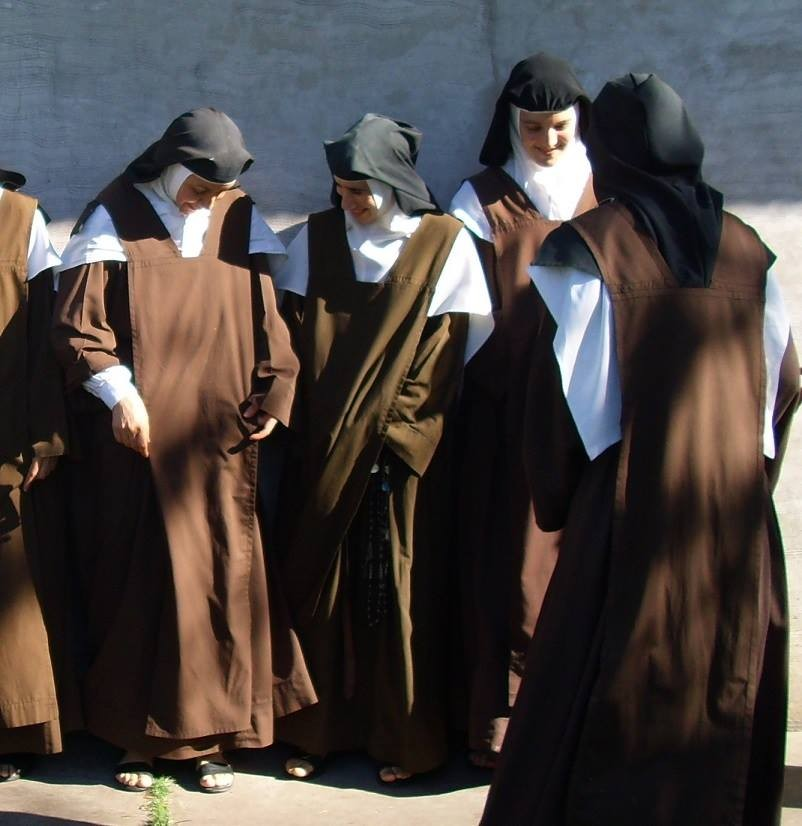
茶色の肩衣を着ているアルゼンチンからの跣足カルメル会修道女

数世紀が過ぎた後、修道会は基本的なスカプラリオを自分たちが適切であると考えた形に変形していった。その結果、今や、いくつかの別個のデザイン、色、形、大きさのものが使われている。ドミニコ修道会や、カルトジオ会は、以前からの形であるスカプラリオを修道服の別の部位と切り離されたアイテムとするよりも、むしろ、スカプラリオにフードをつけた。そして、時がたつにつれて、スカプラリオの色は選別ができるようになった。例えば、1255年以前アウグスチノ会の修練者のスカプラリオの色は黒だった。床に伏せた修道者のものは白だった。 しかし、その後、全てのスカプラリオは、床に伏せた修道者の物と同じく全て白でなければならなかった。いくつかのケースでは、修道用スカプラリオは、修道会内のランクやレベルを区別するために使用された。

### 非修道者（第三会員）用の省略型スカプラリオ
いくつかの著書が示唆するには、修道者用ではない省略型のスカプラリオを身につける伝統が始まったのは、11世紀の聖ペトルス・ダミアニ(St.Petrus Damiani)の時代で、修道者用スカプラリオが、徐々に布の小さなアイテムに形を変えたものであった。その修道者用ではないスカプラリオは、修道者や修道女の修道服の一部で、信仰を表す小さなアイテムであった。それは個人たちで、俗世で生活するが、修道院に属することを望んだ人々オブレイツと呼ばれた人々がそれを身につけた。
中世になると、キリスト者の信仰で、托鉢修道士の霊性を補助する団体の感覚が一般的に認められるようになってきた。時々「第三会」と呼ばれたが、それは彼らが托鉢修道者と修道女のその次に設立されたからである。これらの第三会員と呼ばれる人々は彼らは通常、修道者の完全な修道服を身に纏うことは許されず、「第三会員用の修道服」を着ることを許諾された。完全な修道院の修道服を着用できることはそれは大変栄誉なことで大きな特権と捉えられていたため、修道的宣誓を立てていない第3会会員はその着用は出来なかった。
第3会などの奉仕団体は、特別な功労をした特別な階級の人が人々の中でどのようなアイテムを身に纏うかを形成して行った。フランシスコ会の中では、彼らは「コードベアラーズ」として知られている。これは彼らが修道士が身につける腰紐のイミテーションを胴体に巻きつけていることによる。
フランス革命とナポレオンによるフランスとイタリアへの侵攻(ナポレオン戦争)による修道生活の混乱後、第三会の修道服の着用は禁止された。このようにして、結局、修道者が身につけるスカプラリオより小さな形状のスカプラリオを修道者ではない者が授けられるのは当り前のこととなった。むしろ、紐で繋がれているウール地の2つの長方形の布地という形状だった。布の全長は数インチ幅で現代の信仰者用スカプラリオより非常に大きいものであった。これらのスカプラリオは、現在でもフランシスコ会(en)、カルメル会(en)、ドミニコ会(en)の「第三会」会員に着用されている。修道の恵みを得るため、会員は、絶えずこれらのスカプラリオを身につけなければならない。しかしながら、1883年には「フランシスコ会第3会の規則における憲章」いわゆる「ミズリーコース・ディ・ユース（Misericors Dei Filius）」では、教皇レオ13世は、「第三会員」の中型サイズであるスカプラリオも、小型の信仰者用スカプラリオも、着用する者は、同様に修道と結びついた免償を得ると宣言した。
いくつかの修道会によっては自分たちの大型のスカプラリオの小型版を未だに第三会員に与えているところもある。そのスカプラリオは時々「縮小スカプラリオ」と呼ばれる。このような短いスカプラリオは落ち着きあるようにそして、家庭や職場での服装の下に着られるようにデザインされている。

### 信仰者用スカプラリオ

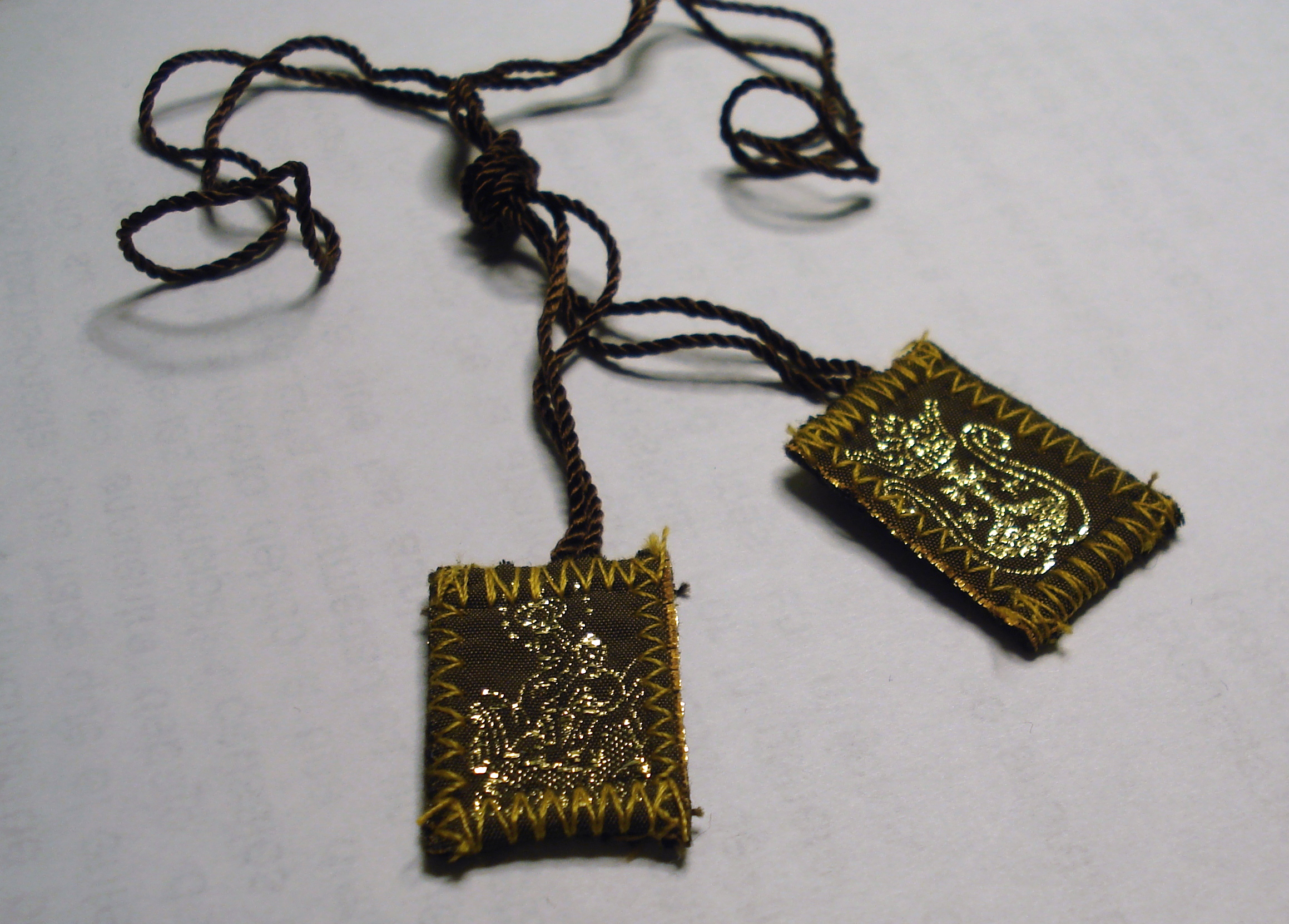
信仰者用スカプラリオカルメル山の聖母 茶色のスカプラリオ

信仰者用のスカプラリオは、一般の信仰のための信具である。一番使用するのがローマ・カトリック教会で、同様に使用するのは、アングリカンチャーチとルーテル派である。それらを身につける人たちの宗教団体への誓約、聖人、または人生の歩み方を示し、着用者にその約束を思い出させるようにデザインされている。
 信仰者用のスカプラリオにはイメージ画などが描かれているもの、または、聖句などが入っていたりするものもある。  
信仰者用スカプラリオは、2つの長方形のウール又はその他の布地が紐で結ばれているもので、長方形の一つは、それを身につける人の胸の部分にぶら下がり、もう片方は2つの紐で肩越しに背中の部分に当たるようにぶら下がる。スカプラリオの中には別の紐を腕の部分に通して長方形の布に結び付けるタイプのものもある。

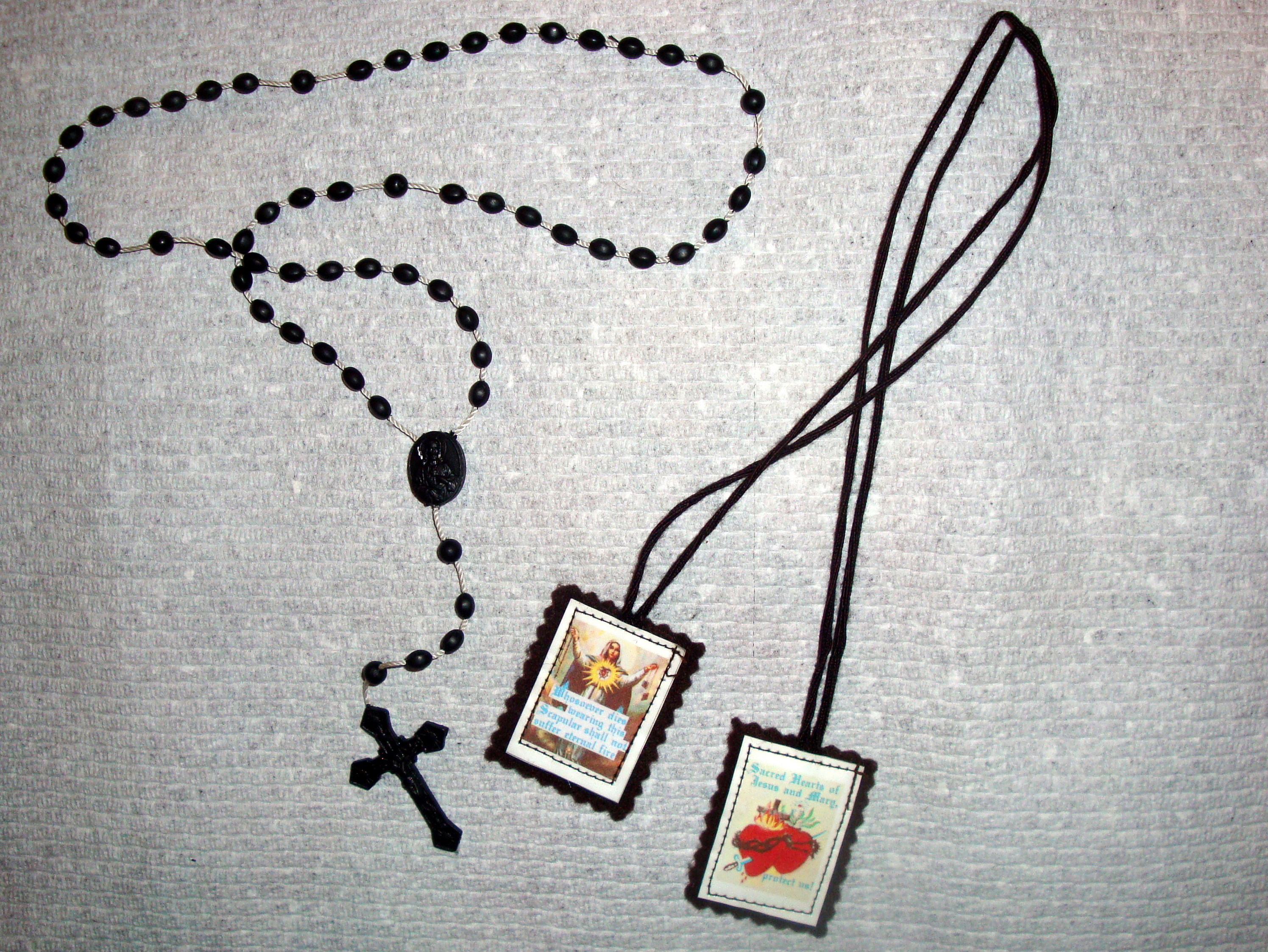
ロザリオとスカプラリオ

信仰者用のスカプラリオのルーツは、一般の人々を霊的な指導のために教会などに集め、熱心な信者へのいくつかの記章、入会者と献身的な働きをした者の印を授与することなどにたどり着く。スカプラリオに描かれているものやメッセージはたいてい、その修道会が焦点を当てているものや、伝統、特に信仰していることである。信仰者用スカプラリオと免償は17世紀から18世紀にかけてカトリック教会のフラタニティ (Fraternity)の発展と共に結びついた。 
特別な約束事と免償がスカプラリオを着用することによって結びついたという事実は、スカプラリオの追従者を増やすことにつながっている。これは初期の例で言えば、カルメル山の聖母のスカプラリオや、カルメル会の修道服にその事実が見られる。この約束事は1251年に聖母マリアがイギリスのケンブリッジ(Cambridge, England)で、カルメル会修道士の聖サイモン・ストック（St. Simon Stock）に出現し、「カルメル山の聖母の茶色のスカプラリオ」(the Brown Scapular of the Our Lady of Mount Carmel)を身につけることを勧め、信心深くこれを身につけた者を救済する約束を彼にしたという、その彼の主張に答えるためだった。このことがカルメル会の伝統がその基礎となっている。しかしながら、この由来は、学者たちに議論を投げかける。今日、歴史家たちはこの聖母マリアの出現が本当に起こったのか疑問を投げかける。他の主張では、カルメル会の他の修道士が聖母マリアの出現を目撃したと言うものもある。  カルメル会の会則ではそのウェブサイトに「聖母が御出現になってスカラプラリオを手渡したという幻視が歴史的に否定されたとしても、スカプラリオそのものは、全てのカルメル会会員に対する聖母の母としての保護、イエスの後を追う個人の約束として、イエスの全ての弟子の完璧なモデルである聖母の足取りを追うものであることは残り続ける。」と書かれている。茶色のスカプラリオの正確な起源に関する学究的な議論に関係なく、それが13世紀後半からカルメル会修道会の習慣の一部であったことは明白である。

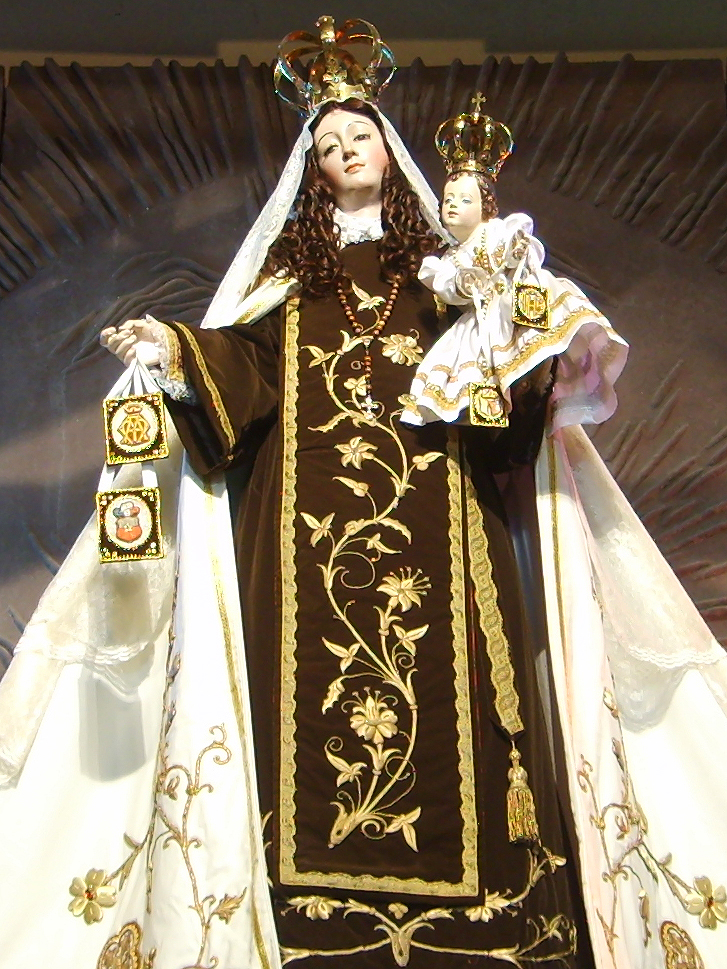
茶色のスカプラリオを持ったカルメル山の聖母像

む1617年まで日付が遡る無原罪の御宿りの蒼いスカプラリオは、結局、無原罪の御宿りを信じて青いスカプラリオを身に付け、貞節にその人生を送る人にはたくさんの免償と多くの恵みを約束された。 1885年に教皇レオ13世は 聖顔のスカプラリオ（Scapular of the Holy Face）を承認した。これはヴェロニカ（The Veronica)として知られている。そして「ホーリーフェイス(Holy face)」の司祭たちを第一の奉仕団体（Archconfraternity）まで引き上げた。  この教皇は「よきすすめの聖母のスカプラリオ」（the Scapular of Our Lady of Good Counsel）と「聖ヨセフのスカプラリオ」(the Scapular of St. Joseph)もまた1893年に承認している。そして「聖心のスカプラリオ」(Scapular of the Sacred Heart)を 1900年に承認している。1611年には、「聖母マリア下僕会」（Servite Order）の彼らの黒いスカプラリオ（Scapular of the Seven Sorrows of Mary）が教皇パウロ5世から 免償を受け取った。
19世紀の間、多数の他のスカプラリオが承認された。聖母の汚れなき御心の白いスカプラリオ （The white Scapular of the Immaculate Heart of Mary）は1877年に教皇ピウス9世に承認された。よきすすめの聖母の白いスカプラリオ（Scapular of Our Lady of Good Counsel）は1893年に教皇レオ13世から承認を受けた。聖母にそのスカプラリオの着用者に良き導き手になってもらうようにとのことである。 病者の救護者の聖母の黒いスカプラリオ、（The black Scapular of Our Lady Help of the Sick）これは、聖カメリウス・デ・レリス(St. Camillus de Lellis)によって設立されたフラタニティのものであるが、1860年に教皇ピウス9世によって承認されている。1863年には教皇ピウス9世は、緑のスカプラリオ（Green　Scapular)もまた承認している。
20世紀前半までに、信仰者用のスカプラリオは、世界中でカトリックの間でジョゼフ・ハイルガ―(Joseph Hilgers)のような強い支持者を得た。
1914年にカトリック百科事典（Catholic Encyclopedia）が始まると、「ロザリオや、茶色のスカプラリオなどがカトリックの信仰を表すものとなった。」1917年に報告されたファティマの聖母（Our Lady of Fátima）の出現では、聖母は片手にロザリオ、もう片方の手にスカプラリオを持った姿で現れた。ルチア・サントス（Lúcia Santos）（ファティマの聖母の目撃者の一人）は聖母が彼女に伝えた言葉は「ロザリオとスカプラリオは切り離すことができない。」だった。アメリカにおいては、「スカプラリオ・マガジン」によって百万人のアメリカ人をファティマのメッセージのもとに、ロザリオの祈りをささげることになった。ロザリオと信仰者用のスカプラリオのつながりは、21世紀に入ってもつながっている。カトリック百科事典は信仰者用の小型版の18のローマ・カトリック教会が公認したスカプラリオをリストアップしている。
ローマ・カトリック教会によって認証された全てのタイプで、最も知られており、そして、おそらくもっともポピュラーなものは、カルメル山の聖母のスカプラリオである。時々はそれはその肩紐などの色から茶色のスカプラリオとも呼ばれる。レオ・デ・ゴスブリアンド司教(Bishop Leo De Goesbriand)によると、信仰者用のスカプラリオを身に付けることは「恒常的な瞑想」として見られている。「自分がどこにいようと、私がなにをしようと聖母マリアは私の聖母マリアに対する崇敬の証拠　を見ずにいらっしゃることはない。」という。このスカプラリオは、それは歴史的にイギリス（ブリテン王国）では、英国国教会の信仰の中でもまた人気のあるスカプラリオである。
緑のスカプラリオは、「信仰のない人々を改宗させるために始まった。」のだが、キリスト教コミュニティの間のもう一つの人気があるスカプラリオである。霊的な観点から言えば、信仰者用スカプラリオは、瞑想の課程においてカトリックの礼拝と調和する信仰の鍵だという主張もある。 

## 着用, 祝福と規則
それぞれのスカプラリオがそれぞれ、特定の身に付ける資格と着用法があるが、ローマ・カトリック教会は、その全てのタイプのスカプラリオに関係する特定の規則を規定した。それは、修道的であることか、信仰的であること。
宗教団体と関連したスカプラリオはその宗教団体の定められた代表者から授けられなければならない。神秘的で信仰に関連付けられたスカプラリオはシンプルなにそれを着用者に与える司祭からの祝福である。スカプラリオを受けることによる恵みと免償を受けるためには通常、それをずっと着用しなければならない。スカプラリオを着用せずにしばらくの間放置しているなら、スカラプラリオを受け取った人はその期間は恵みを受けないことになる。スカプラリオを受けた人が再び着用したならば、恵みはその時から受けることができる。
信仰用のスカプラリオは、それに付随している両肩用の紐もきちんと整備し、良い状態に保っておかなければならない。ひと組のスカプラリオは同じ紐で結ばれているが、最優先されなければいけないのは、その紐の色は、そのスカプラリオによって定められている色のものでなければならない。もし、スカプラリオの一部分が破損してしまい、うまく修理することができないのであれば、それは取り換える必要がある。しかしながら、その着用者にとって、物質としてのスカプラリオでなく着用者の信仰のスカプラリオから恵みを与えられているのであれば、スカプラリオが交換されることは必要ではない。